# Agia Efthymia
Agia Efthymia (în greacă Αγία Ευθυμία) este un sat din Grecia în prefectura Focida.